# Palazzo degli Altoviti
L'antico palazzo degli Altoviti si trova in Borgo Santi Apostoli 18 angolo via delle Bombarde a Firenze.

## Storia e descrizione
Gli Altoviti e la loro consorteria avevano le loro case originarie tra piazza del Limbo e via Borgo Santi Apostoli, come testimoniano numerosi stemmi che ancora oggi si trovano nella zona. Questo palazzo è uno dei più antichi appartenuti alla casata e si presenta ancora oggi in forme tipicamente trecentesche, esaltate da un restauro attuato nel 1955.
Fu per lungo tempo uno dei palazzi principali della famiglia, assieme alla fabbrica antistante in angolo con la piazza del Limbo che i fiorentini chiamavano semplicemente Il Palagio, tanto era ampia e imponente. Ambedue vere e proprie case-fortezze nate dall'unione di più case-torri, furono requisite e amministrate dai Capitani di Parte quando Cosimo I de' Medici, nel 1554, dichiarò ribelle Bindo di Antonio Altoviti.
Al pian terreno l'edificio presenta tre grandi portali sormontati da archi ogivali e, nei due a destra e al centro, da architrave. Il paramento del palazzo è composto da bozze di pietraforte squadrate, che nei piani superiori sono sostituite dal più semplice filaretto a vista.
In Borgo Santi Apostoli appartennero agli Altoviti anche il palazzo al numero 14, le case al 23 e al 25, quest'ultima con un busto di Cosimo II de' Medici sulla facciata e che risale quindi al periodo successivo la riappacificazione tra le due famiglie, le case su cui fu costruito il palazzo Borgherini e un palazzetto detto "la Canonica" su piazza del Limbo, accanto alla chiesa di Santi Apostoli, dove campeggia un grande stemma scolpito della famiglia.

## Altre immagini

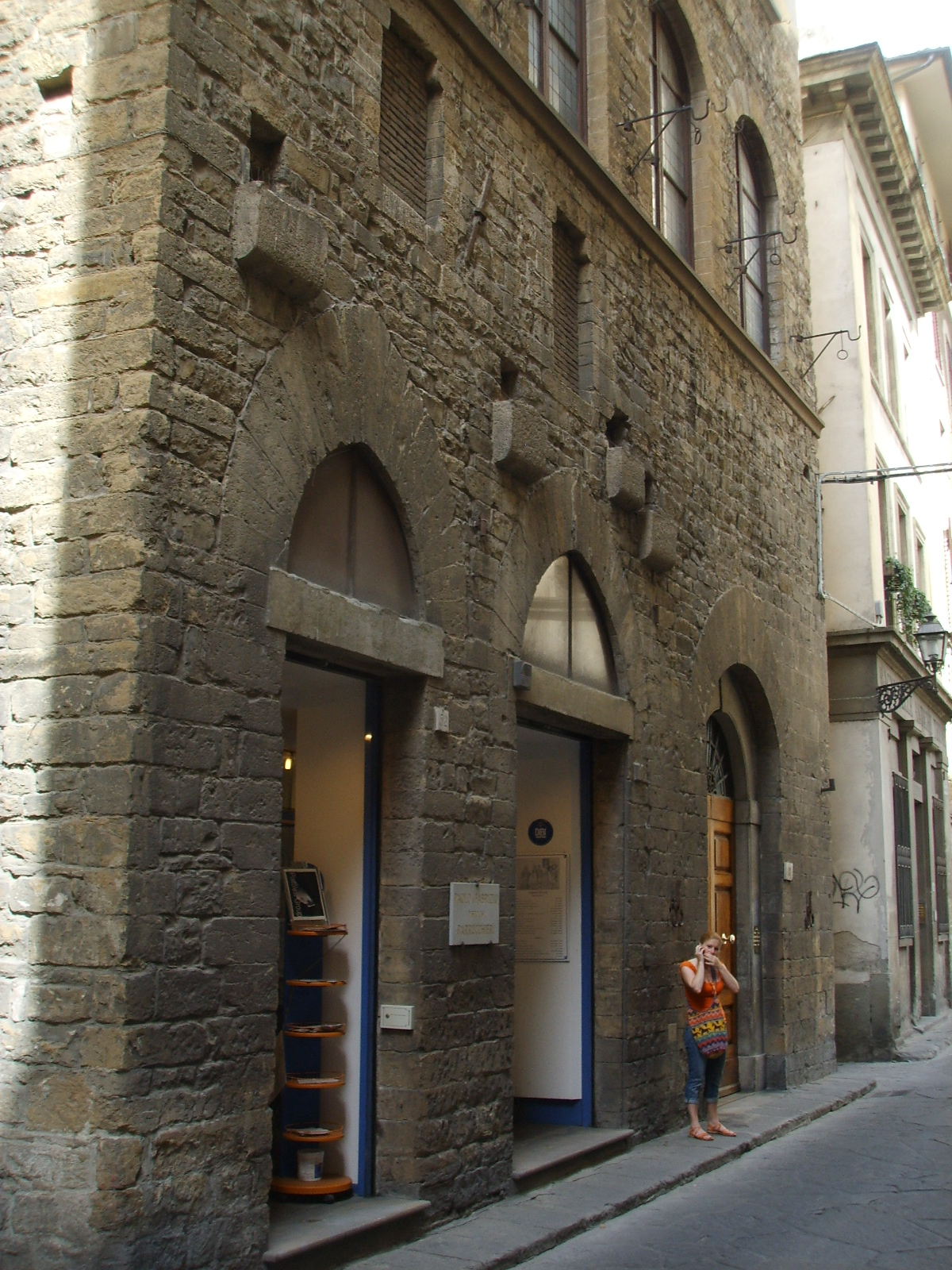
I tre portali
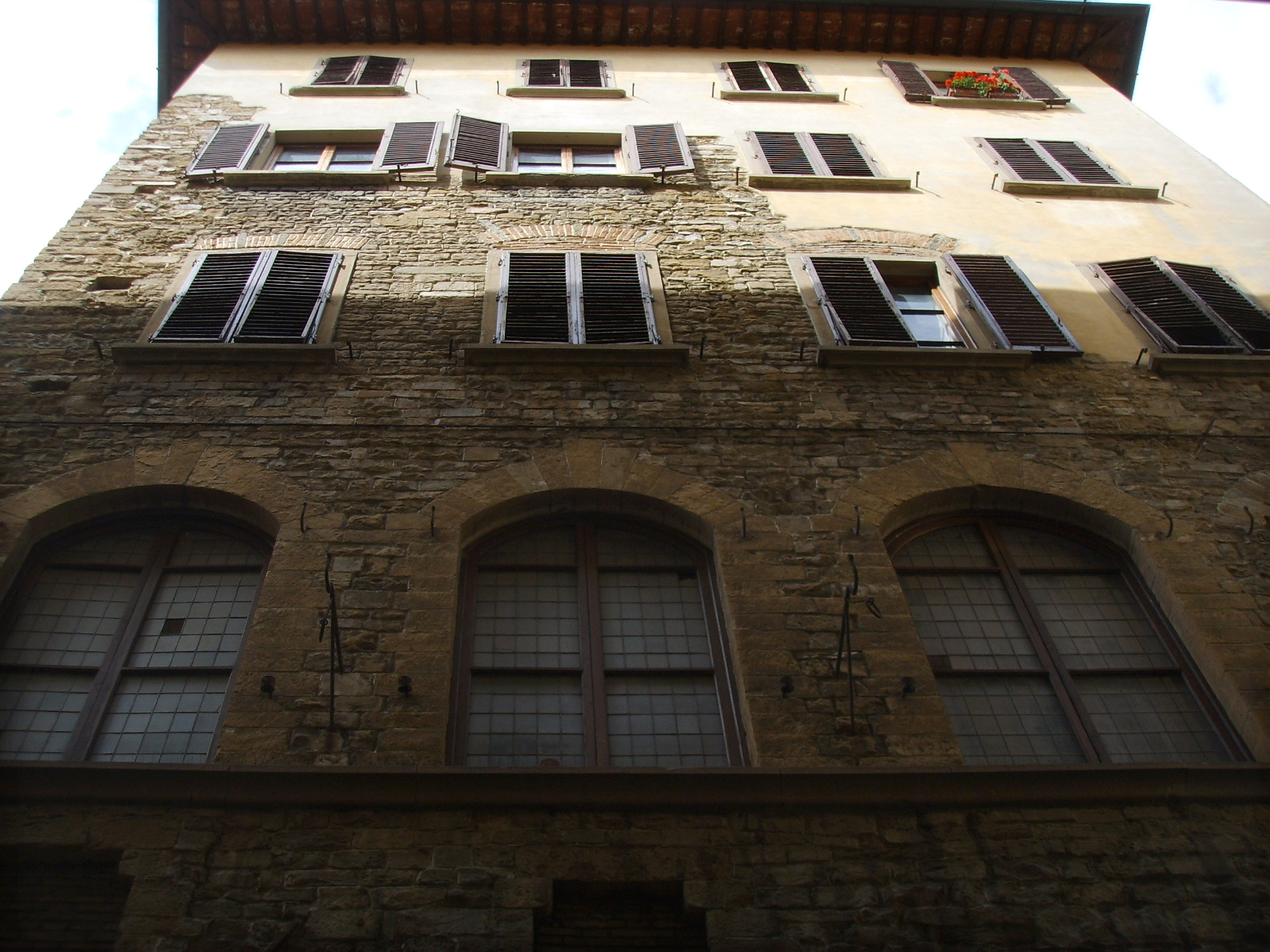
Veduta di scorcio
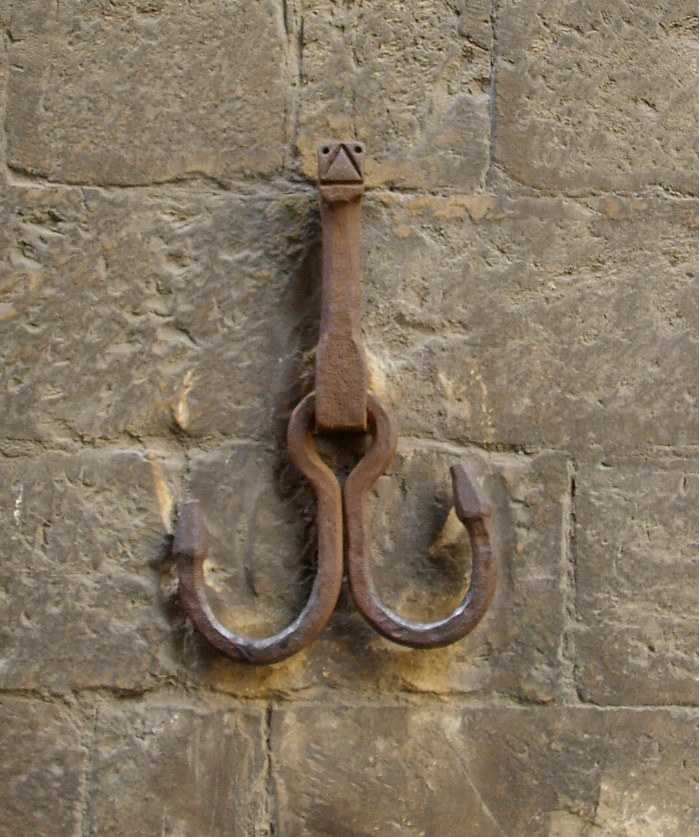
Ferro per legare i cavalli sulla facciata